# 중국미술관

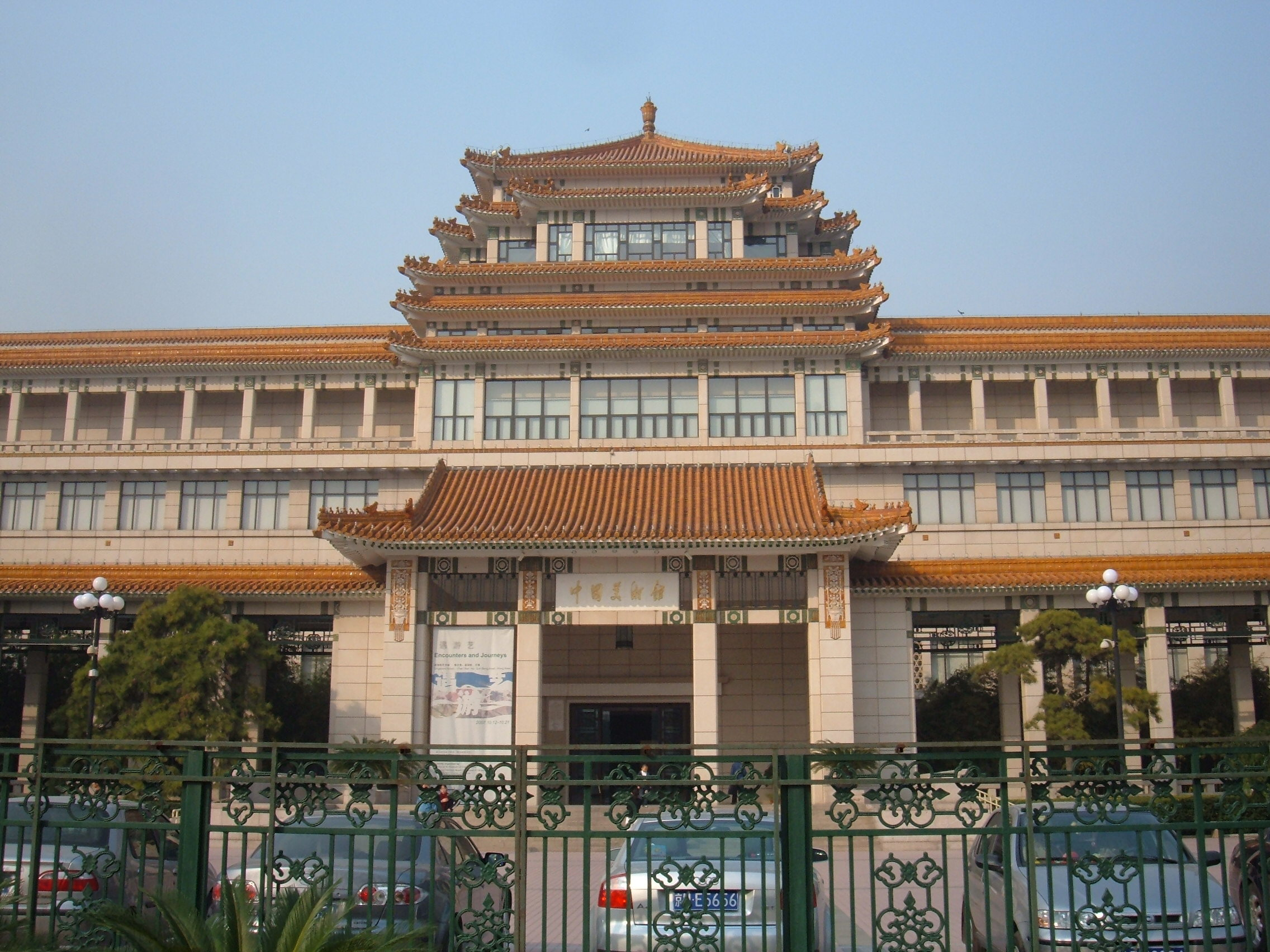
중국미술관

중국미술관(중국어: 中国美术馆)은 중국 베이징에 위치한 미술관이다.

## 같이 보기
- 가장 큰 미술관 목록